# Asplenium macrurum
Asplenium macrurum là một loài thực vật có mạch trong họ Aspleniaceae. Loài này được Mickel & Stolze miêu tả khoa học đầu tiên năm 1986.